# 尾裂翠雀花
尾裂翠雀花（学名：Delphinium caudatolobum）为毛茛科翠雀属的植物，为中国的特有植物。分布在中国大陆的四川等地，生长于海拔4,600米的地区，常生于山地草坡，目前尚未由人工引种栽培。